# M14地雷

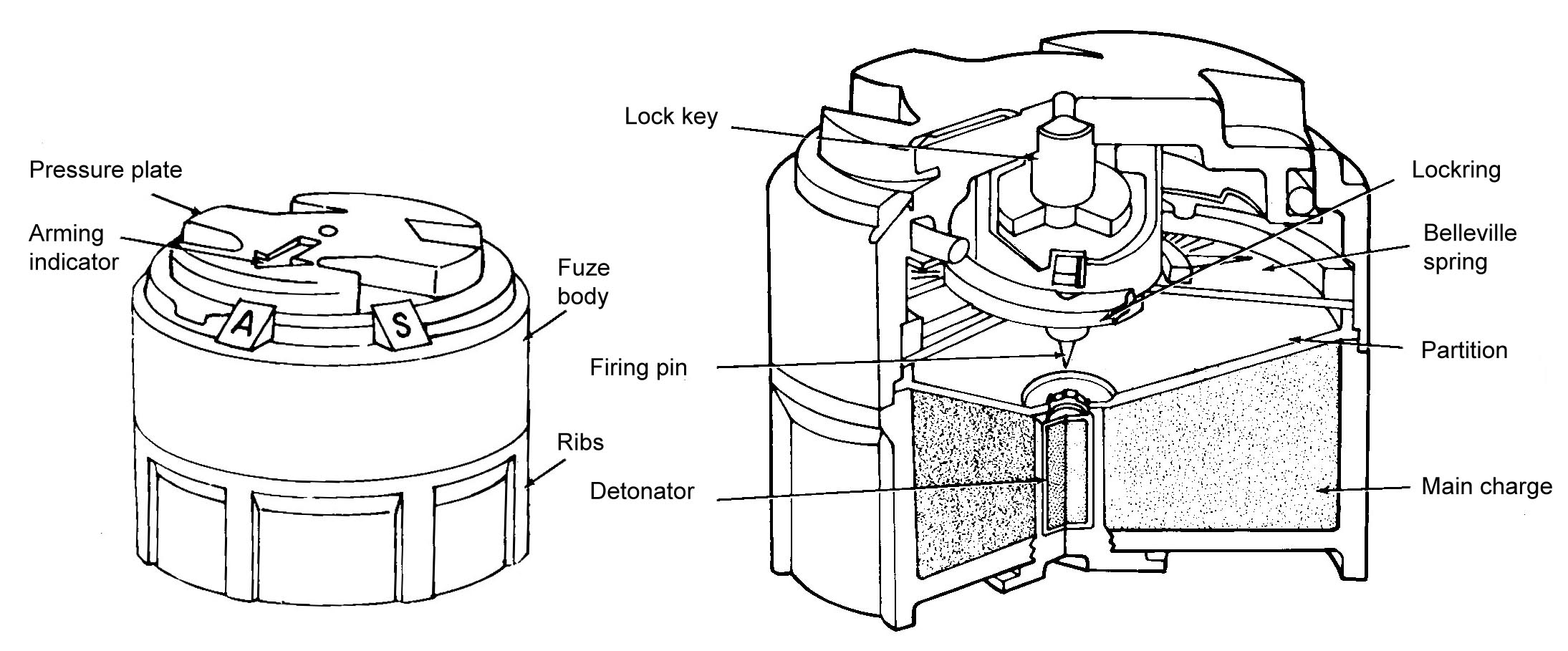
M14地雷剖面圖

M14地雷（M14 Mine）是美國在1950年代制造小型反人員地雷，為盤形彈簧結構，在引信向下受壓後彈出破片來殺傷敵人。由於是塑膠制造，M14地雷在佈置後難以發現，後期被改為鋼製底盤以便於排除。 
1974年開始，美軍已停止使用M14地雷，但仍然在南韓保留約一百五十萬作儲備物資，M14地雷亦被大量國家廣泛使用。M14地雷被大量國家仿制，如印度。

## 規格
- 重量：100 克
- 爆炸物：29 克四硝基炸藥
- 直徑：56 毫米
- 高度：40 毫米
- 引爆壓力：9 至16 公斤

## 使用國
- 安哥拉
- 柬埔寨
- 智利
- 薩爾瓦多
- 衣索比亞
- 印度：本土生產。
- 伊朗
- 伊拉克
- 约旦
- 黎巴嫩
- 马拉维
- 莫桑比克
- 緬甸：本土生產。
- 中華民國
- 南越
- 美国
- 越南：本土生產。
- 尚比亞

## 外部連結
- （英文）-globalsecurity-M14地雷 （页面存档备份，存于）
- （中文）-星島環球網-傳美韓聯軍停戰線埋310萬顆地雷